# Krotyt
Krotyt (ang. krotite) – naturalny minerał złożony z wapnia, glinu i tlenu (CaAl2O4) odkryty w 2011 w chondrycie węglistym o nazwie NWA 1934, który spadł na tereny Afryki Północnej.
Krotyt jest jednym z pierwszych minerałów jakie powstały w naszym Układzie Słonecznym, zanim jeszcze została uformowana Ziemia i inne planety.
Nazwa minerału krotite została oficjalnie zaaprobowana przez International Mineralogical Association, pochodzi od nazwiska kosmochemika Alexandra Krota.